# Mariella Mularoni
Pour les articles homonymes, voir Mularoni.
Mariella Mularoni, née le 15 octobre 1962 à Saint-Marin, est une enseignante et une femme politique saint-marinaise, membre du Parti démocrate-chrétien (PDCS). Elle est capitaine-régente de Saint-Marin, avec Luca Boschi, du 1er octobre 2019 au 1er avril 2020.

## Biographie
Mariella Mularoni est professeur d'anglais. Membre du Parti démocrate-chrétien depuis 1994, elle est députée au Grand Conseil général de 2013 à 2019.
Le 17 septembre 2019, elle est élue capitaine-régente avec Luca Boschi. Ils entrent en fonction le 1er octobre suivant pour un semestre.